# خوس هررا
خوس هررا (انگلیسی: Chus Herrera; ۵ فوریهٔ ۱۹۳۸ – ۲۰ اکتبر ۱۹۶۲) بازیکن فوتبال اهل اسپانیا بود.
از باشگاه‌هایی که در آن بازی کرده‌است می‌توان به باشگاه فوتبال رئال سوسیداد، باشگاه فوتبال رئال مادرید، و باشگاه فوتبال رئال اویدو اشاره کرد.
وی همچنین در تیم‌های ملی فوتبال زیر ۲۱ سال اسپانیا، Spain B national football team، و اسپانیا بازی کرده‌است.